# Чайковская, Ирина Исааковна
Ирина Исааковна Чайковская (англ. Irina Chaykovskaya; род. 9 декабря 1950, Москва) — русский писатель, драматург, критик и публицист, главный редактор журнала «Чайка».

## Биография
Родилась 9 декабря 1950 года в Москве, в семье служащих. Отец — Исаак Абрамович Чайковский, был юрисконсультом строительной организации, мать — Сарра Михайловна Чайковская, микробиолог, доктор медицинских наук, работала заведующей лабораторией в Институте антибиотиков. Сестра-близнец — Вера Чайковская, ныне искусствовед, живёт в Москве.
По образованию — педагог-филолог, кандидат педагогических наук. Диссертация, защищённая в 1980 году, посвящена воспитанию у детей интереса к древней и средневековой поэзии Грузии и Армении на уроках и факультативных занятиях.
С 1970 по 1992 год работала в московских школах, так как больше никуда на работу не брали из-за национальности, писала повести, которые тогда не печатались из-за остроты тематики. В 2018 году три повести, написанные в перестройку, с добавлением ещё одной, выношенной уже в Америке, вышли в питерском издательстве «Алетейя» в книге под названием «Афинская школа».
С 1992 года семь лет жила с семьёй в Италии, в университетском городе Анкона на Адриатическом побережье. Занималась преподаванием русского языка итальянцам, писала в стол.
С 2000 года в Америке, сначала в Солт-Лейк-Сити, затем в Бостоне. С 2014 года — в Большом Вашингтоне. Все годы в Америке занималась преподаванием русского языка детям из русских семей и взрослым американцам.

## Литературное творчество
Публиковаться начала с конца 1990-х годов (в России первая публикация в газете — «Первое сентября», в Америке — в альманахе «Побережье»).
Автор более 300 статей, эссе и интервью в российских и зарубежных изданиях, в том числе в журналах «Вестник Европы», «Нева», «Звезда», «Знамя», «Октябрь» (Россия), «Новый Журнал», «Чайка», альманах «Побережье», «Слово/Word» (США), «Семь искусств», «Крещатик» (Германия), «Новый берег» (Дания).
Сфера научных и художественных интересов — Тургенев и его окружение: Некрасов и Авдотья Панаева, Виссарион Белинский, семья Виардо, Мария Маркович (Марко Вовчок), Варвара Богданович-Житова. Автор книг о Тургеневе и деятелях культуры XIX века. Участница международных тургеневских конференций в Москве и Орле. В поле её художественных и научных интересов входят также проблемы школы и современного состояния российской и мировой культуры.
С 2014 года главный редактор американского журнала на русском языке «Чайка». Составитель и редактор литературно-художественного альманаха «Чайка», издаваемого в Вашингтоне с 2014 года. К настоящему времени (2018) вышло семь сборников. Член редколлегии американского журнала «Слово/Word», издаваемого в Нью-Йорке, и альманаха «Связь времен», Сан-Хосе. Лауреат журнала «Нева» в номинации «Лучший критик» за 2015 год.

### Книги
1. «Карнавал в Италии». Seagull Press, Балтимор, 2007, ISBN 978-0-9791791-0-5
2. «Любовь на треке». M-Graphics Publishing, Бостон, 2008, ISBN 978-0-9792808-8-7
3. «Какие нынче времена». Seagull Press, Балтимор, 2008, ISBN 978-0-9791791-7-4
4. «Старый муж». Аграф, М., 2010, ISBN 978-5-7784-0397-0
5. «В ожидании чуда». Алетейя, С.-П., 2010, ISBN 978-5-91419-346-8
6. «От Анконы до Бостона: мои уроки». Аграф, М., 2011, ISBN 978-5-7784-0412-0
7. «Ночной дилижанс». Seagull Press, Балтимор, 2013, ISBN 978-0-9829113-8-9
8. «Три женщины, три судьбы. Полина Виардо, Авдотья Панаева, Лиля Брик». URSS, М., 2014, ISBN 978-5-9710-0879-8
9. «Мария Маркович и Иван Тургенев». Каяла, Киев, 2016, ISBN 978-6177390304
10. «Афинская школа». Алетейя, С.-П., 2016, ISBN 978-5-906860-63-7
11. «Время Культуры». Алетейя, С.-П., 2018, ISBN 978-5-907030-63-3
12. «Такой разный Тургенев». Академический проект, М., 2018, ISBN 978-5-8291-2266-9

### Избранные статьи
1. Какого цвета Фалернское вино? О кн. Лидии Яновской «Записки о Михаиле Булгакове»[1]. Чайка, 17 дек. 2004
2. Мастер, ученик мастера. Генри Джеймс[2]. Вестник Европы, 2005, 15
3. Rendez-vous русского с американцем. Кое-что о национальной ментальности в связи с романами Генри Джеймса и Ивана Тургенева. Новый Журнал № 236 за 2004 г.[3]
4. Иван Тургенев и Авдотья Панаева. За страницами панаевских «Воспоминаний». Нева, 2008, № 10
5. Сожжённые письма. Переписка Некрасова и Панаевой. Чайка, 1 янв. 2014
6. Иван Тургенев и Николай Некрасов. Сходство любовных коллизий. Новый Журнал, 2009, № 257, см. Викичтение
7. Полина Виардо: возможность дискуссии. Нева, 2012, № 11
8. Иван Тургенев как читатель Гёте. К вопросу о построении жизненной модели. Семь искусств, № 12(48), декабрь 2013
9. Разборки мемуаристов: Д. В. Григорович против А. Я. Панаевой. Нева, 2010, № 10
10. Иван Тургенев и Мария Маркович (Марко Вовчок). История отношений. Чайка, 29 авг. 2015
11. Судьба Биби. Варвара Николаевна Богданович-Житова и Иван Сергеевич Тургенев. Нева, № 5, 2018
12. В чём тайна творчества? Илья Репин и Корней Чуковский. Переписка (1906—1929) Нева, 2006, № 11
13. Заметки о Крокодиле, говорящем по-турецки. КРОКОДИЛ Корнея Чуковского в контексте жизни и культуры. Первое сентября. Русский язык, 2002, № 1
14. Архипелаг Лидии Чуковской. Чайка, 21 янв. 2005
15. Свойственная ему ложь преобразилась. Какие они разные. Чуковские: Корней, Николай, Лидия. Знамя, № 8, 2015
16. О пользе меморий. Воспоминания о Корнее Чуковском. Нева, № 3, 2013
17. Американский Довлатов. Беседа Ирины Чайковской с Соломоном Волковым. Звезда, № 9, 2011
18. Лев Лосев. Загадки жизни и творчества. Беседа с Соломоном Волковым. Звезда № 6, 2012
19. Он тосковал по какой-то другой жизни. Беседа об Иосифе Бродском с писателем и культурологом Соломоном Волковым. Чайка, 1 июня 2013
20. Голос из бездны. Ариадна Эфрон. Новый Журнал № 257 за 2009, см. («Спасшаяся от Минотавра. Ариадна Эфрон») Чайка, 1 июня 2009
21. Вглядеться в поступь Рока. Интервью с Руфью Вальбе. Чайка, 16 авг. 2009, 1-3
22. Владимир Маяковский и Лиля Брик: сходство несходного. Нева, № 7, 2013
23. В небоскрёбно-бетонном раю… К 90-летию Валентины Синкевич. Нева, № 9, 2016
24. Силуэты Нью-Йорка. Сергей Голлербах. Нью-Йоркский блокнот. Знамя, № 10, 2013
25. Памяти деда. Людмила Оболенская-Флам. Нева, № 8, 2015
26. Последний язычник. О стихах Наума Коржавина. Нева. № 4, 2009